# Александър Перелман
Александър Илич Перелман (на руски: Александр Ильич Перельман) е съветски и руски учен, почвовед и геохимик, доктор на геолого-минероложките науки (1954), професор (1967), академик на Руската академия на естествените науки (1991). Автор на около 250 научни труда, част от които са преведени на редица чужди езици, на класическия учебник „Геохимия на ландшафта“, на редица научнопопулярни книги по география, както и на научни биографии на някои водещи руски учени.

## Биография
Роден е на 18 май 1916 г. в Москва в еврейско семейство на служещи. След завършване на Московско училище № 6, от 1933 г. е студент в Московския държавен университет, в началото в работнически факултет, а по-късно в Почвено-географския факултет. Завършва университета през 1938 г. От 1941 г. е докторант (аспирант) в образувания през 1938 г. Географски факултет при известния учен почвовед Владимир Гемерлинг. През 1941 г. защитава кандидатска дисертация на тема „Опит за енергетична характеристика на някои реакции на химичното изветряне“. През 1954 г. защитава докторска дисертация на тема „Акумулация на урана в изкопаемите и реликтови почви в Източна Туркмения и Западен Узбекистан“.
По време на Великата отечествена война Александър Перелман работи като военен инженер-геолог. След нея постъпва в Академията на науките на СССР, отначало в Геоложкия институт, а по-късно в Института по геология на рудните находища, минералогия, петрография и геохимия, където работи до края на живота си. Заедно с това чете лекции в Географския факултет на Московския университет: от 1951 до 1971 г. в катедра Физическа география на СССР, от 1972 до 1998 г. в катедра Геохимия на ландшафтите и география на почвите.
Научните интереси на А. И. Перелман обхващат широк диапазон, свързан с геохимията на химичните елементи. Важна част от творчеството му е свързана с геохимията на ландшафтите. Негова е заслугата за първото систематично представяне на това научно направление, заемащо особено важно гранично място между географията и геологията. През 1955 г. публикува труда „Очерци по геохимия на ландшафта“, полагащ основите на научното направление, а през 1961 г. – първото издание на „Геохимия на ландшафта“, превърнал се в класически труд и претърпял много издания. Перелман прави много важен научен принос в миграцията на химичните елементи и съединения във водите и биосферата. Въвежда понятието клас на водна миграция, което му позволява да систематизира геохимическата среда практически във всички компоненти на хидросферата, литосферата и биосферата, като развива идеята за геохимическото поле. Последователното развитие на тази идея води до обосноваването и изясняване на същността на понятието геохимична бариера, влязло в най-престижния фонд на природните науки. В приложен план учението за геохимичните бариери е в основата на търсенето на полезни изкопаеми и екологогеохимичните оценки на състоянието на околната среда. Важен е приносът на А. И. Перелман в регионалната геохимия на ландшафтите, включваща геохимичната класификация на ландшафтите и тяхната характеристика. Друго важно направление, в което работи А. И. Перелман, е палегеохимията на ландшафтите. Заедно с това той изучава геохимията на химичните елементи в ландшафтите и зоната на хипергенеза. Предлага оригинална геохимична класификация на елементите според особеностите им на поведение в ланшафтите, основана на спецификата на миграция и концентрация на елементите в различна геохимична обстановка. А. И. Перелман организира и участва в много научни експедиции на територията на бившите съветски републики, като в резултат е и създател на карта на геохимичните ландшафти на СССР.
Умира на 7 март 1998 г. в Москва.

## Награди
За работа по време на войната е награден с орден Отечествена война втора степен и медал „За доблестен труд по време на Великата Отечествена война 1941 – 1945 г.“;
Лауреат на Държавна награда на СССР в областта на науката и техниката за монографията „Основи на хидрогеологията“ (1986 г. в състава на авторския колектив) и награда на Правителството на Руската федерация за книгата „Научни основи и методика на обезпечаването на радиоекологичната безопасност на базата на биоиндикацията и геохимията на ландшафтите“ (1997 г., в състава на авторския колектив).
Награден е с паметен медал на РАЕН – Руска академия на естествените науки „Автор на научно откритие“ на името на лауреата на Нобелова награда П. Л. Капица (за фундаментален принос в теорията на геохимичните бариери), и златен медал на името на Ф. П. Литке на Географското дружество на СССР за книгата „Геохимия на ландшафта“, както и златен медал на ВДНХ (Изложбата на достиженията на народното стопанство) № 767.

## Научни трудове
- Перельман А. И. Очерки геохимии ландшафта / Под ред. акад. Д. И. Щербакова; Ред. карт Г. Н. Мальчевский. – М.: Географгиз, 1955. – 392 с. – 5000 экз.
- Перельман А. И. Геохимия ландшафта. – М.: Географгиз, 1961. – 392 с.
- Евсеева Л. С., Перельман А. И. Геохимия урана в зоне гипергенеза. – М.: Госатомиздат, 1962. – 240 с.
- Перельман А. И. Атомы в природе: Геохимия ландшафта. – М.: Наука, 1965. – 192 с. – (Научно-популярная серия). – 22 000 экз.
- Перельман А. И. Геохимия ландшафта. – М.: Высшая школа, 1966. – 392 с. – 6000 экз.
- Перельман А. И. Александр Евгеньевич Ферсман. – М.: Наука, 1968. – 296 с. – 15 000 экз.
- Перельман А. И. Геохимия эпигенетических процессов: Зона гипергенеза. – 3-е изд., перераб. и доп. – М.: Недра, 1968. – 332 с. – 3800 экз.
- Перельман А. И. Геохимия элементов в зоне гипергенеза. – М.: Недра, 1972. – 288 с. – 2600 экз.
- Перельман А. И. Геохимия биосферы. – М.: Наука, 1973. – 168 с. – (Научно-популярная серия). – 14 000 экз.
- Евсеева Л. С., Перельман А. И., Иванов К. Е. Геохимия урана в зоне гипергенеза. – 2-е изд., перераб. и доп. – М.: Атомиздат, 1974. – 280 с.
- Перельман А. И. Геохимия ландшафта. – 2-е изд., перераб. и доп. – М.: Высшая школа, 1975. – 344 с. – 9000 экз.
- Перельман А. И. Биокосные системы Земли. – М.: Наука, 1977. – 160 с. – (Человек и окружающая среда). – 22 400 экз.
- Глазовская М. А., Парфенова Е. И., Перельман А. И. Борис Борисович Полынов. 1877 – 1952. – М.: Наука, 1977. – 144 с. – (Научно-биографическая серия). – 11 500 экз.
- Перельман А. И. Геохимия: Учебное пособие. – М.: Высшая школа, 1979. – 424 с.
- Перельман А. И. Геохимия природных вод / Отв. ред. А. В. Щербаков. – М.: Наука, 1982. – 152 с. – (Человек и окружающая среда). – 30 000 экз.
- Перельман А. И. Александр Евгеньевич Ферсман. 1883 – 1945. – 2-е изд., перераб. и доп. – М.: Наука, 1983. – 272 с. – (Научно-биографическая серия). – 26 000 экз.
- Перельман А. И. Изучая геохимию… (О методологии науки). – М.: Наука, 1987. – 152 с. – (Наука и технический прогресс). – 10 500 экз.
- Перельман А. И., Касимов Н. С. Геохимия ландшафта: Учебное пособие для студентов географических и экологических специальностей вузов. – 3-е изд., перераб. и доп. – СПб.: Изд-во СПбГУ, 1999. – 764 с. – 1000 экз.